# Gum 18
Gum 18 (également connue sous le nom de RCW 35) est une vaste nébuleuse en émission visible dans la constellation des Voiles.
On l'observe dans la partie orientale de la constellation, à environ 3,5° WSW de l'étoile (γ Velorum). Sa faible nébulosité se confond avec celle du bord sud-est de la nébuleuse de Gum et avec les filaments délicats de Vela (XYZ). Sa déclinaison modérément méridionale rend son observation quelque peu difficile depuis les régions du nord, surtout au-delà de 46 °N. Depuis l'hémisphère sud, on peut cependant l'observer une bonne partie des nuits de l'année. La meilleure période pour l'observer dans le ciel du soir se situe entre décembre et mai.
Il s'agit d'une grande région H II située à une distance d'environ 1 800 pc (∼5 870 al) dans la direction de l'association OB Vela OB1 et du nuage moléculaire des Voiles B. Étant donné la compatibilité entre les distances des deux objets, ce nuage semble lié à cette association. Parmi les étoiles qui pourraient contribuer à son ionisation, la plus probable est CD-43 4690, bien que d'autres aient été indiquées, comme CD-43 3088. CD-43 4690 est une jeune et massive étoile bleue de classe spectrale O7,5, avec une magnitude apparente de 9,61, tandis que les autres étoiles ionisantes probables sont de classe spectrale B. Dans cette direction apparaît également la nébuleuse par réflexion vdBH 21, ainsi que l'étoile brillante HD 76004, qui cependant, étant à environ 394 pc (∼1 290 al), ne fait pas partie du complexe de nébuleuses.